# Цента (Велике Лаще)
Цента (словен. Centa) — поселення в общині Велике Лаще, Осреднєсловенський регіон, Словенія. 
Висота над рівнем моря: 639,6 м.